# 기능성 식품
건강기능식품 또는 기능성 식품(機能性 食品, 영어: functional food)은 인간의 질병을 예방하거나 진행을 더디게 함으로써 몸의 건강을 증진시키는 기능을 하는 식품 성분 또는 성분을 포함하는 식품이다. 대한민국에서는 건강기능식품에 관한 법률(건강기능식품법 )로 이에 대한 법적 규제를 하고 있다.

## 건강 식품
건강식품(健康食品)은 건강을 유지하고 증진시키는 데 효과가 있는 식품이다. 식품의 원료에 들어 있는 특별한 성분을 뽑아내어 농축, 정제, 혼합 같은 여러 가지 방법을 써서 만든다. 한국에는 로열젤리 가공식품, 효모식품, 젖산균식품, 배아가공식품을 비롯하여 20여 가지가 있다.

## 건강기능식품 표시·광고의 사전심의 사건
건강기능식품 표시·광고의 사전심의 사건은 대한민국 유명 헌법재판소 판례이다.

### 결론
재판관 7(합헌):2(위헌)의 의견으로 합헌결정

### 이유
건강기능식품의 허위·과장광고를 사전에 예방하지 않을 경우 불특정 다수가 신체건강상 피해를 보는 등 광범위한 해악이 초래될 수 있고 허위·과장광고 등에 대해 사후적인 제재를 하더라도 소비자들이 신체·건강상으로 이미 입은 피해는 회복이 사실상 불가능할 수 있어서 실효성이 별로 없다는 문제가 있다.
반면에 건강기능식품 광고는 영리목적의 순수한 상업광고로서 사상이나 지식에 관한 정치적·시민적 표현행위 등과 별로 관련이 없고 이러한 광고를 사전에 심사한다고 해 예술활동의 독창성과 창의성 등이 침해되거나 표현의 자유 등이 크게 위축돼 집권자의 입맛에 맞는 표현만 허용되는 결과가 될 위험도 작다.
이와 같이 건강기능식품의 기능성 표시·광고와 같이 규제의 필요성이 큰 경우에 언론·출판의 자유를 최대한도로 보장할 의무를 지는 외에 헌법 제36조3항에 따라 국민의 보건에 관한 보호의무도 지는 입법자가 국민의 표현의 자유와 보건·건강권 모두를 최대한 보장하고 기본권들 간의 균형을 기하는 차원에서 건강기능식품의 표시·광고에 관한 사전심의절차를 법률로 규정했다고 해 이를 사전검열에 해당한다고 보기는 어렵다.

## 같이 보기
- 물질대사(신진대사)
- 젖산균(유산균)